# Boomtown (album)
Boomtown è il secondo album in studio del cantante di musica country Toby Keith, pubblicato nel 1994.

## Tracce
1. Who's That Man (Toby Keith) - 4:54
2. Big Ol' Truck (Keith) - 3:42
3. Victoria's Secret (Keith, Wayne Perry) - 3:42
4. No Honor Among Thieves (Nathan Crow, David Wills) - 3:11
5. Upstairs Downtown (Keith, Carl Goff Jr.) - 4:26
6. You Ain't Much Fun (Keith, Goff Jr.) - 2:26
7. In Other Words (Tony Haselden, Tim Mensy) - 3:34
8. Woman Behind the Man (Keith, Perry) - 3:09
9. Life Was a Play (The World a Stage) (Johnny McCollum, Pal Rakes, Nelson Larkin) - 3:29
10. Boomtown (Keith) - 3:44